# Pursuit of Happiness
A Pursuit of Happiness Kid Cudi, amerikai zenész dala, amely 2009. szeptember 15-én jelent meg, mint harmadik kislemez a Man on the Moon: The End of Day (2009) albumáról. A dal producere a Ratatat volt és közreműködött rajta vokalistaként az MGMT.

## Háttér
Az albumon a dal Pursuit of Happiness (Nightmare) címen szerepelt, követve a lemez álomvilági témáját. A dal végső verziója 2009. szeptember 4-én premierelt a BBC Radio 1 DJ Semtex műsorán. Televízióban a Late Show with David Letterman-en debütált szeptember 11-én. Szeptember 23-án Cudi fellépett vele a Jimmy Kimmel Live műsorán.

## Remix
A kislemez megjelenése után Steve Aoki elkészítette annak remixét, amely elérte az eredeti dal sikerességét és évekig fontos része volt Aoki koncertjeinek. A remix 2009. december 5-én jelent meg és 2012-ben szerepelt a Project X - A buli elszabadul előzetesében, majd a filmben is. 2012. május 1-én digitálisan (Amazon.com, iTunes) megjelent a dal "Extended Steve Aoki Remix" verziója. A Project X-ben szerepelt dalért Cudi jelölést kapott MTV Movie Awards-on Legjobb dal kategóriában.

## Videóklip
Az első videóklipben, amelyet Brody Baker rendezett és producere Josh Hartnett volt, Cudi egy házibuliban látható, lelassítva. A Ratatat nem kapott szerepet a videóban, de Ben Aranywasser (MGMT) igen. A klipben megjelenik még Consequence, Jake Hoffman, Johnny Polygon és Drake.
A második videóklipet Megaforce rendezte és benne szerepelnek Cudi mellett a Ratatat tagjai.

## Feldolgozások és befolyása
2010 februárjában a Barbara nevű elektropop folk trió kiadta a dal egy feldolgozását, illetve ugyanebben az évben a Cloud Control ausztrál rockegyüttes előadta koncertjeinek nagy részén.
2010-ben Lissie elkezdte előadni a dalt koncertjein, amely feldolgozásokat Kid Cudi méltatott. Ennek következtében helyet kapott az énekes Covered Up with Flowers című középlemezén. 2012-ben Schoolboy Q felhasználta Lissie verzióját Hands on the Wheel című dalán. 2014 júniusában Cudi és Lissie előadták együtt a dalt Franciaországban, a Le Divan du Monde-ban.
2013-ban a Nebraska Jones kiadta a dal egy feldolgozását. 2014-ben Katie Day megjelentette saját verzióját a Pursuit of Happiness-ből.
2020-ban a dal szerepelt Judd Apatow filmjének, a Staten Island királyának előzetesében.

## Számlista
- Digitális letöltés[14]

1. Pursuit of Happiness (MGMT & Ratatat közreműködésével) — 3:21

- CD-kislemez (Egyesült Királyság)[15]

1. Pursuit of Happiness (MGMT & Ratatat közreműködésével) — 3:21

- Digitális letöltés (Remix)[16]

1. Pursuit of Happiness (Extended Steve Aoki Remix) (MGMT & Ratatat közreműködésével) — 6:13

- International EP[17]

1. Pursuit of Happiness (Nightmare) (MGMT & Ratatat közreműködésével) — 4:55
2. Pursuit of Happiness (Benny Benassi Remix) [Extended] (MGMT & Ratatat közreműködésével) — 5:28
3. Pursuit of Happiness (Steve Aoki Remix) [Extended] (MGMT & Ratatat közreműködésével) — 6:13
4. Pursuit of Happiness (Sandy Vee Remix) [Extended] (MGMT & Ratatat közreműködésével) — 5:26

## Slágerlisták

### Heti slágerlisták
| Slágerlista (2010–14)                        | Legmagasabb pozíció |
| -------------------------------------------- | ------------------- |
| Ausztrália (ARIA)                            | 41                  |
| Ausztria (Ö3 Austria Top 40)                 | 66                  |
| Belgium (Ultratop 50 Flanders)               | 9                   |
| Belgium (Ultratop 50 Wallonia)               | 3                   |
| Kanada (Canadian Hot 100)                    | 76                  |
| Franciaország (SNEP)                         | 2                   |
| Franciaország (Club 40)                      | 1                   |
| Németország (Official German Charts)         | 51                  |
| Írország (IRMA)                              | 24                  |
| Hollandia (Single Top 100)                   | 49                  |
| Svédország (Sverigetopplistan)               | 39                  |
| Svájc (Schweizer Hitparade)                  | 50                  |
| Brit kislemezlista (Official Charts Company) | 64                  |
| Brit R&B-lista (OCC)                         | 3                   |
| US Billboard Hot 100                         | 59                  |

### Éves slágerlisták
| Év   | Slágerlista                 | Pozíció |
| ---- | --------------------------- | ------- |
| 2012 | Belgium (Ultratop Flanders) | 73      |
| 2012 | Belgium (Ultratop Wallonia) | 23      |
| 2012 | Franciaország (SNEP)        | 18      |
| 2013 | Franciaország (SNEP)        | 147     |

## Minősítések
| Régió                    | Minősítés  | Példányszám |
| ------------------------ | ---------- | ----------- |
| Ausztrália (ARIA)        | Platina    | 70,000      |
| Németország (BVMI)       | Arany      | 150,000     |
| Olaszország (FIMI)       | Arany      | 25,000      |
| Egyesült Királyság (BPI) | Arany      | 400,000     |
| Egyesült Államok (RIAA)  | 5× Platina | 5,000,000   |